# Ізольований пішак
 Ізольований пішак , розм. «ізолятор» — в шахах означає пішака, на сусідніх вертикалях з яким немає пішаків того самого кольору.

## Значення в грі
|   | a | b | c | d | e | f | g | h |   |
| 8 | a7 чорний пішак · b7 чорний пішак · c7 чорний пішак · d7 чорний пішак · h7 чорний пішак · f5 чорний пішак · d4 білий пішак · a2 білий пішак · b2 білий пішак · f2 білий пішак · g2 білий пішак · h2 білий пішак | a7 чорний пішак · b7 чорний пішак · c7 чорний пішак · d7 чорний пішак · h7 чорний пішак · f5 чорний пішак · d4 білий пішак · a2 білий пішак · b2 білий пішак · f2 білий пішак · g2 білий пішак · h2 білий пішак | a7 чорний пішак · b7 чорний пішак · c7 чорний пішак · d7 чорний пішак · h7 чорний пішак · f5 чорний пішак · d4 білий пішак · a2 білий пішак · b2 білий пішак · f2 білий пішак · g2 білий пішак · h2 білий пішак | a7 чорний пішак · b7 чорний пішак · c7 чорний пішак · d7 чорний пішак · h7 чорний пішак · f5 чорний пішак · d4 білий пішак · a2 білий пішак · b2 білий пішак · f2 білий пішак · g2 білий пішак · h2 білий пішак | a7 чорний пішак · b7 чорний пішак · c7 чорний пішак · d7 чорний пішак · h7 чорний пішак · f5 чорний пішак · d4 білий пішак · a2 білий пішак · b2 білий пішак · f2 білий пішак · g2 білий пішак · h2 білий пішак | a7 чорний пішак · b7 чорний пішак · c7 чорний пішак · d7 чорний пішак · h7 чорний пішак · f5 чорний пішак · d4 білий пішак · a2 білий пішак · b2 білий пішак · f2 білий пішак · g2 білий пішак · h2 білий пішак | a7 чорний пішак · b7 чорний пішак · c7 чорний пішак · d7 чорний пішак · h7 чорний пішак · f5 чорний пішак · d4 білий пішак · a2 білий пішак · b2 білий пішак · f2 білий пішак · g2 білий пішак · h2 білий пішак | a7 чорний пішак · b7 чорний пішак · c7 чорний пішак · d7 чорний пішак · h7 чорний пішак · f5 чорний пішак · d4 білий пішак · a2 білий пішак · b2 білий пішак · f2 білий пішак · g2 білий пішак · h2 білий пішак | 8 |
| 7 | a7 чорний пішак · b7 чорний пішак · c7 чорний пішак · d7 чорний пішак · h7 чорний пішак · f5 чорний пішак · d4 білий пішак · a2 білий пішак · b2 білий пішак · f2 білий пішак · g2 білий пішак · h2 білий пішак | a7 чорний пішак · b7 чорний пішак · c7 чорний пішак · d7 чорний пішак · h7 чорний пішак · f5 чорний пішак · d4 білий пішак · a2 білий пішак · b2 білий пішак · f2 білий пішак · g2 білий пішак · h2 білий пішак | a7 чорний пішак · b7 чорний пішак · c7 чорний пішак · d7 чорний пішак · h7 чорний пішак · f5 чорний пішак · d4 білий пішак · a2 білий пішак · b2 білий пішак · f2 білий пішак · g2 білий пішак · h2 білий пішак | a7 чорний пішак · b7 чорний пішак · c7 чорний пішак · d7 чорний пішак · h7 чорний пішак · f5 чорний пішак · d4 білий пішак · a2 білий пішак · b2 білий пішак · f2 білий пішак · g2 білий пішак · h2 білий пішак | a7 чорний пішак · b7 чорний пішак · c7 чорний пішак · d7 чорний пішак · h7 чорний пішак · f5 чорний пішак · d4 білий пішак · a2 білий пішак · b2 білий пішак · f2 білий пішак · g2 білий пішак · h2 білий пішак | a7 чорний пішак · b7 чорний пішак · c7 чорний пішак · d7 чорний пішак · h7 чорний пішак · f5 чорний пішак · d4 білий пішак · a2 білий пішак · b2 білий пішак · f2 білий пішак · g2 білий пішак · h2 білий пішак | a7 чорний пішак · b7 чорний пішак · c7 чорний пішак · d7 чорний пішак · h7 чорний пішак · f5 чорний пішак · d4 білий пішак · a2 білий пішак · b2 білий пішак · f2 білий пішак · g2 білий пішак · h2 білий пішак | a7 чорний пішак · b7 чорний пішак · c7 чорний пішак · d7 чорний пішак · h7 чорний пішак · f5 чорний пішак · d4 білий пішак · a2 білий пішак · b2 білий пішак · f2 білий пішак · g2 білий пішак · h2 білий пішак | 7 |
| 6 | a7 чорний пішак · b7 чорний пішак · c7 чорний пішак · d7 чорний пішак · h7 чорний пішак · f5 чорний пішак · d4 білий пішак · a2 білий пішак · b2 білий пішак · f2 білий пішак · g2 білий пішак · h2 білий пішак | a7 чорний пішак · b7 чорний пішак · c7 чорний пішак · d7 чорний пішак · h7 чорний пішак · f5 чорний пішак · d4 білий пішак · a2 білий пішак · b2 білий пішак · f2 білий пішак · g2 білий пішак · h2 білий пішак | a7 чорний пішак · b7 чорний пішак · c7 чорний пішак · d7 чорний пішак · h7 чорний пішак · f5 чорний пішак · d4 білий пішак · a2 білий пішак · b2 білий пішак · f2 білий пішак · g2 білий пішак · h2 білий пішак | a7 чорний пішак · b7 чорний пішак · c7 чорний пішак · d7 чорний пішак · h7 чорний пішак · f5 чорний пішак · d4 білий пішак · a2 білий пішак · b2 білий пішак · f2 білий пішак · g2 білий пішак · h2 білий пішак | a7 чорний пішак · b7 чорний пішак · c7 чорний пішак · d7 чорний пішак · h7 чорний пішак · f5 чорний пішак · d4 білий пішак · a2 білий пішак · b2 білий пішак · f2 білий пішак · g2 білий пішак · h2 білий пішак | a7 чорний пішак · b7 чорний пішак · c7 чорний пішак · d7 чорний пішак · h7 чорний пішак · f5 чорний пішак · d4 білий пішак · a2 білий пішак · b2 білий пішак · f2 білий пішак · g2 білий пішак · h2 білий пішак | a7 чорний пішак · b7 чорний пішак · c7 чорний пішак · d7 чорний пішак · h7 чорний пішак · f5 чорний пішак · d4 білий пішак · a2 білий пішак · b2 білий пішак · f2 білий пішак · g2 білий пішак · h2 білий пішак | a7 чорний пішак · b7 чорний пішак · c7 чорний пішак · d7 чорний пішак · h7 чорний пішак · f5 чорний пішак · d4 білий пішак · a2 білий пішак · b2 білий пішак · f2 білий пішак · g2 білий пішак · h2 білий пішак | 6 |
| 5 | a7 чорний пішак · b7 чорний пішак · c7 чорний пішак · d7 чорний пішак · h7 чорний пішак · f5 чорний пішак · d4 білий пішак · a2 білий пішак · b2 білий пішак · f2 білий пішак · g2 білий пішак · h2 білий пішак | a7 чорний пішак · b7 чорний пішак · c7 чорний пішак · d7 чорний пішак · h7 чорний пішак · f5 чорний пішак · d4 білий пішак · a2 білий пішак · b2 білий пішак · f2 білий пішак · g2 білий пішак · h2 білий пішак | a7 чорний пішак · b7 чорний пішак · c7 чорний пішак · d7 чорний пішак · h7 чорний пішак · f5 чорний пішак · d4 білий пішак · a2 білий пішак · b2 білий пішак · f2 білий пішак · g2 білий пішак · h2 білий пішак | a7 чорний пішак · b7 чорний пішак · c7 чорний пішак · d7 чорний пішак · h7 чорний пішак · f5 чорний пішак · d4 білий пішак · a2 білий пішак · b2 білий пішак · f2 білий пішак · g2 білий пішак · h2 білий пішак | a7 чорний пішак · b7 чорний пішак · c7 чорний пішак · d7 чорний пішак · h7 чорний пішак · f5 чорний пішак · d4 білий пішак · a2 білий пішак · b2 білий пішак · f2 білий пішак · g2 білий пішак · h2 білий пішак | a7 чорний пішак · b7 чорний пішак · c7 чорний пішак · d7 чорний пішак · h7 чорний пішак · f5 чорний пішак · d4 білий пішак · a2 білий пішак · b2 білий пішак · f2 білий пішак · g2 білий пішак · h2 білий пішак | a7 чорний пішак · b7 чорний пішак · c7 чорний пішак · d7 чорний пішак · h7 чорний пішак · f5 чорний пішак · d4 білий пішак · a2 білий пішак · b2 білий пішак · f2 білий пішак · g2 білий пішак · h2 білий пішак | a7 чорний пішак · b7 чорний пішак · c7 чорний пішак · d7 чорний пішак · h7 чорний пішак · f5 чорний пішак · d4 білий пішак · a2 білий пішак · b2 білий пішак · f2 білий пішак · g2 білий пішак · h2 білий пішак | 5 |
| 4 | a7 чорний пішак · b7 чорний пішак · c7 чорний пішак · d7 чорний пішак · h7 чорний пішак · f5 чорний пішак · d4 білий пішак · a2 білий пішак · b2 білий пішак · f2 білий пішак · g2 білий пішак · h2 білий пішак | a7 чорний пішак · b7 чорний пішак · c7 чорний пішак · d7 чорний пішак · h7 чорний пішак · f5 чорний пішак · d4 білий пішак · a2 білий пішак · b2 білий пішак · f2 білий пішак · g2 білий пішак · h2 білий пішак | a7 чорний пішак · b7 чорний пішак · c7 чорний пішак · d7 чорний пішак · h7 чорний пішак · f5 чорний пішак · d4 білий пішак · a2 білий пішак · b2 білий пішак · f2 білий пішак · g2 білий пішак · h2 білий пішак | a7 чорний пішак · b7 чорний пішак · c7 чорний пішак · d7 чорний пішак · h7 чорний пішак · f5 чорний пішак · d4 білий пішак · a2 білий пішак · b2 білий пішак · f2 білий пішак · g2 білий пішак · h2 білий пішак | a7 чорний пішак · b7 чорний пішак · c7 чорний пішак · d7 чорний пішак · h7 чорний пішак · f5 чорний пішак · d4 білий пішак · a2 білий пішак · b2 білий пішак · f2 білий пішак · g2 білий пішак · h2 білий пішак | a7 чорний пішак · b7 чорний пішак · c7 чорний пішак · d7 чорний пішак · h7 чорний пішак · f5 чорний пішак · d4 білий пішак · a2 білий пішак · b2 білий пішак · f2 білий пішак · g2 білий пішак · h2 білий пішак | a7 чорний пішак · b7 чорний пішак · c7 чорний пішак · d7 чорний пішак · h7 чорний пішак · f5 чорний пішак · d4 білий пішак · a2 білий пішак · b2 білий пішак · f2 білий пішак · g2 білий пішак · h2 білий пішак | a7 чорний пішак · b7 чорний пішак · c7 чорний пішак · d7 чорний пішак · h7 чорний пішак · f5 чорний пішак · d4 білий пішак · a2 білий пішак · b2 білий пішак · f2 білий пішак · g2 білий пішак · h2 білий пішак | 4 |
| 3 | a7 чорний пішак · b7 чорний пішак · c7 чорний пішак · d7 чорний пішак · h7 чорний пішак · f5 чорний пішак · d4 білий пішак · a2 білий пішак · b2 білий пішак · f2 білий пішак · g2 білий пішак · h2 білий пішак | a7 чорний пішак · b7 чорний пішак · c7 чорний пішак · d7 чорний пішак · h7 чорний пішак · f5 чорний пішак · d4 білий пішак · a2 білий пішак · b2 білий пішак · f2 білий пішак · g2 білий пішак · h2 білий пішак | a7 чорний пішак · b7 чорний пішак · c7 чорний пішак · d7 чорний пішак · h7 чорний пішак · f5 чорний пішак · d4 білий пішак · a2 білий пішак · b2 білий пішак · f2 білий пішак · g2 білий пішак · h2 білий пішак | a7 чорний пішак · b7 чорний пішак · c7 чорний пішак · d7 чорний пішак · h7 чорний пішак · f5 чорний пішак · d4 білий пішак · a2 білий пішак · b2 білий пішак · f2 білий пішак · g2 білий пішак · h2 білий пішак | a7 чорний пішак · b7 чорний пішак · c7 чорний пішак · d7 чорний пішак · h7 чорний пішак · f5 чорний пішак · d4 білий пішак · a2 білий пішак · b2 білий пішак · f2 білий пішак · g2 білий пішак · h2 білий пішак | a7 чорний пішак · b7 чорний пішак · c7 чорний пішак · d7 чорний пішак · h7 чорний пішак · f5 чорний пішак · d4 білий пішак · a2 білий пішак · b2 білий пішак · f2 білий пішак · g2 білий пішак · h2 білий пішак | a7 чорний пішак · b7 чорний пішак · c7 чорний пішак · d7 чорний пішак · h7 чорний пішак · f5 чорний пішак · d4 білий пішак · a2 білий пішак · b2 білий пішак · f2 білий пішак · g2 білий пішак · h2 білий пішак | a7 чорний пішак · b7 чорний пішак · c7 чорний пішак · d7 чорний пішак · h7 чорний пішак · f5 чорний пішак · d4 білий пішак · a2 білий пішак · b2 білий пішак · f2 білий пішак · g2 білий пішак · h2 білий пішак | 3 |
| 2 | a7 чорний пішак · b7 чорний пішак · c7 чорний пішак · d7 чорний пішак · h7 чорний пішак · f5 чорний пішак · d4 білий пішак · a2 білий пішак · b2 білий пішак · f2 білий пішак · g2 білий пішак · h2 білий пішак | a7 чорний пішак · b7 чорний пішак · c7 чорний пішак · d7 чорний пішак · h7 чорний пішак · f5 чорний пішак · d4 білий пішак · a2 білий пішак · b2 білий пішак · f2 білий пішак · g2 білий пішак · h2 білий пішак | a7 чорний пішак · b7 чорний пішак · c7 чорний пішак · d7 чорний пішак · h7 чорний пішак · f5 чорний пішак · d4 білий пішак · a2 білий пішак · b2 білий пішак · f2 білий пішак · g2 білий пішак · h2 білий пішак | a7 чорний пішак · b7 чорний пішак · c7 чорний пішак · d7 чорний пішак · h7 чорний пішак · f5 чорний пішак · d4 білий пішак · a2 білий пішак · b2 білий пішак · f2 білий пішак · g2 білий пішак · h2 білий пішак | a7 чорний пішак · b7 чорний пішак · c7 чорний пішак · d7 чорний пішак · h7 чорний пішак · f5 чорний пішак · d4 білий пішак · a2 білий пішак · b2 білий пішак · f2 білий пішак · g2 білий пішак · h2 білий пішак | a7 чорний пішак · b7 чорний пішак · c7 чорний пішак · d7 чорний пішак · h7 чорний пішак · f5 чорний пішак · d4 білий пішак · a2 білий пішак · b2 білий пішак · f2 білий пішак · g2 білий пішак · h2 білий пішак | a7 чорний пішак · b7 чорний пішак · c7 чорний пішак · d7 чорний пішак · h7 чорний пішак · f5 чорний пішак · d4 білий пішак · a2 білий пішак · b2 білий пішак · f2 білий пішак · g2 білий пішак · h2 білий пішак | a7 чорний пішак · b7 чорний пішак · c7 чорний пішак · d7 чорний пішак · h7 чорний пішак · f5 чорний пішак · d4 білий пішак · a2 білий пішак · b2 білий пішак · f2 білий пішак · g2 білий пішак · h2 білий пішак | 2 |
| 1 | a7 чорний пішак · b7 чорний пішак · c7 чорний пішак · d7 чорний пішак · h7 чорний пішак · f5 чорний пішак · d4 білий пішак · a2 білий пішак · b2 білий пішак · f2 білий пішак · g2 білий пішак · h2 білий пішак | a7 чорний пішак · b7 чорний пішак · c7 чорний пішак · d7 чорний пішак · h7 чорний пішак · f5 чорний пішак · d4 білий пішак · a2 білий пішак · b2 білий пішак · f2 білий пішак · g2 білий пішак · h2 білий пішак | a7 чорний пішак · b7 чорний пішак · c7 чорний пішак · d7 чорний пішак · h7 чорний пішак · f5 чорний пішак · d4 білий пішак · a2 білий пішак · b2 білий пішак · f2 білий пішак · g2 білий пішак · h2 білий пішак | a7 чорний пішак · b7 чорний пішак · c7 чорний пішак · d7 чорний пішак · h7 чорний пішак · f5 чорний пішак · d4 білий пішак · a2 білий пішак · b2 білий пішак · f2 білий пішак · g2 білий пішак · h2 білий пішак | a7 чорний пішак · b7 чорний пішак · c7 чорний пішак · d7 чорний пішак · h7 чорний пішак · f5 чорний пішак · d4 білий пішак · a2 білий пішак · b2 білий пішак · f2 білий пішак · g2 білий пішак · h2 білий пішак | a7 чорний пішак · b7 чорний пішак · c7 чорний пішак · d7 чорний пішак · h7 чорний пішак · f5 чорний пішак · d4 білий пішак · a2 білий пішак · b2 білий пішак · f2 білий пішак · g2 білий пішак · h2 білий пішак | a7 чорний пішак · b7 чорний пішак · c7 чорний пішак · d7 чорний пішак · h7 чорний пішак · f5 чорний пішак · d4 білий пішак · a2 білий пішак · b2 білий пішак · f2 білий пішак · g2 білий пішак · h2 білий пішак | a7 чорний пішак · b7 чорний пішак · c7 чорний пішак · d7 чорний пішак · h7 чорний пішак · f5 чорний пішак · d4 білий пішак · a2 білий пішак · b2 білий пішак · f2 білий пішак · g2 білий пішак · h2 білий пішак | 1 |
|   | a | b | c | d | e | f | g | h |   |

|   | a | b | c | d | e | f | g | h |   |
| 8 | a8 чорна тура · d8 чорний ферзь · f8 чорна тура · g8 чорний король · b7 чорний слон · e7 чорний слон · f7 чорний пішак · g7 чорний пішак · h7 чорний пішак · a6 чорний пішак · c6 чорний кінь · e6 чорний пішак · f6 чорний кінь · b5 чорний пішак · g5 білий слон · d4 білий пішак · b3 білий слон · c3 білий кінь · f3 білий кінь · a2 білий пішак · b2 білий пішак · e2 білий ферзь · f2 білий пішак · g2 білий пішак · h2 білий пішак · d1 біла тура · e1 біла тура · g1 білий король | a8 чорна тура · d8 чорний ферзь · f8 чорна тура · g8 чорний король · b7 чорний слон · e7 чорний слон · f7 чорний пішак · g7 чорний пішак · h7 чорний пішак · a6 чорний пішак · c6 чорний кінь · e6 чорний пішак · f6 чорний кінь · b5 чорний пішак · g5 білий слон · d4 білий пішак · b3 білий слон · c3 білий кінь · f3 білий кінь · a2 білий пішак · b2 білий пішак · e2 білий ферзь · f2 білий пішак · g2 білий пішак · h2 білий пішак · d1 біла тура · e1 біла тура · g1 білий король | a8 чорна тура · d8 чорний ферзь · f8 чорна тура · g8 чорний король · b7 чорний слон · e7 чорний слон · f7 чорний пішак · g7 чорний пішак · h7 чорний пішак · a6 чорний пішак · c6 чорний кінь · e6 чорний пішак · f6 чорний кінь · b5 чорний пішак · g5 білий слон · d4 білий пішак · b3 білий слон · c3 білий кінь · f3 білий кінь · a2 білий пішак · b2 білий пішак · e2 білий ферзь · f2 білий пішак · g2 білий пішак · h2 білий пішак · d1 біла тура · e1 біла тура · g1 білий король | a8 чорна тура · d8 чорний ферзь · f8 чорна тура · g8 чорний король · b7 чорний слон · e7 чорний слон · f7 чорний пішак · g7 чорний пішак · h7 чорний пішак · a6 чорний пішак · c6 чорний кінь · e6 чорний пішак · f6 чорний кінь · b5 чорний пішак · g5 білий слон · d4 білий пішак · b3 білий слон · c3 білий кінь · f3 білий кінь · a2 білий пішак · b2 білий пішак · e2 білий ферзь · f2 білий пішак · g2 білий пішак · h2 білий пішак · d1 біла тура · e1 біла тура · g1 білий король | a8 чорна тура · d8 чорний ферзь · f8 чорна тура · g8 чорний король · b7 чорний слон · e7 чорний слон · f7 чорний пішак · g7 чорний пішак · h7 чорний пішак · a6 чорний пішак · c6 чорний кінь · e6 чорний пішак · f6 чорний кінь · b5 чорний пішак · g5 білий слон · d4 білий пішак · b3 білий слон · c3 білий кінь · f3 білий кінь · a2 білий пішак · b2 білий пішак · e2 білий ферзь · f2 білий пішак · g2 білий пішак · h2 білий пішак · d1 біла тура · e1 біла тура · g1 білий король | a8 чорна тура · d8 чорний ферзь · f8 чорна тура · g8 чорний король · b7 чорний слон · e7 чорний слон · f7 чорний пішак · g7 чорний пішак · h7 чорний пішак · a6 чорний пішак · c6 чорний кінь · e6 чорний пішак · f6 чорний кінь · b5 чорний пішак · g5 білий слон · d4 білий пішак · b3 білий слон · c3 білий кінь · f3 білий кінь · a2 білий пішак · b2 білий пішак · e2 білий ферзь · f2 білий пішак · g2 білий пішак · h2 білий пішак · d1 біла тура · e1 біла тура · g1 білий король | a8 чорна тура · d8 чорний ферзь · f8 чорна тура · g8 чорний король · b7 чорний слон · e7 чорний слон · f7 чорний пішак · g7 чорний пішак · h7 чорний пішак · a6 чорний пішак · c6 чорний кінь · e6 чорний пішак · f6 чорний кінь · b5 чорний пішак · g5 білий слон · d4 білий пішак · b3 білий слон · c3 білий кінь · f3 білий кінь · a2 білий пішак · b2 білий пішак · e2 білий ферзь · f2 білий пішак · g2 білий пішак · h2 білий пішак · d1 біла тура · e1 біла тура · g1 білий король | a8 чорна тура · d8 чорний ферзь · f8 чорна тура · g8 чорний король · b7 чорний слон · e7 чорний слон · f7 чорний пішак · g7 чорний пішак · h7 чорний пішак · a6 чорний пішак · c6 чорний кінь · e6 чорний пішак · f6 чорний кінь · b5 чорний пішак · g5 білий слон · d4 білий пішак · b3 білий слон · c3 білий кінь · f3 білий кінь · a2 білий пішак · b2 білий пішак · e2 білий ферзь · f2 білий пішак · g2 білий пішак · h2 білий пішак · d1 біла тура · e1 біла тура · g1 білий король | 8 |
| 7 | a8 чорна тура · d8 чорний ферзь · f8 чорна тура · g8 чорний король · b7 чорний слон · e7 чорний слон · f7 чорний пішак · g7 чорний пішак · h7 чорний пішак · a6 чорний пішак · c6 чорний кінь · e6 чорний пішак · f6 чорний кінь · b5 чорний пішак · g5 білий слон · d4 білий пішак · b3 білий слон · c3 білий кінь · f3 білий кінь · a2 білий пішак · b2 білий пішак · e2 білий ферзь · f2 білий пішак · g2 білий пішак · h2 білий пішак · d1 біла тура · e1 біла тура · g1 білий король | a8 чорна тура · d8 чорний ферзь · f8 чорна тура · g8 чорний король · b7 чорний слон · e7 чорний слон · f7 чорний пішак · g7 чорний пішак · h7 чорний пішак · a6 чорний пішак · c6 чорний кінь · e6 чорний пішак · f6 чорний кінь · b5 чорний пішак · g5 білий слон · d4 білий пішак · b3 білий слон · c3 білий кінь · f3 білий кінь · a2 білий пішак · b2 білий пішак · e2 білий ферзь · f2 білий пішак · g2 білий пішак · h2 білий пішак · d1 біла тура · e1 біла тура · g1 білий король | a8 чорна тура · d8 чорний ферзь · f8 чорна тура · g8 чорний король · b7 чорний слон · e7 чорний слон · f7 чорний пішак · g7 чорний пішак · h7 чорний пішак · a6 чорний пішак · c6 чорний кінь · e6 чорний пішак · f6 чорний кінь · b5 чорний пішак · g5 білий слон · d4 білий пішак · b3 білий слон · c3 білий кінь · f3 білий кінь · a2 білий пішак · b2 білий пішак · e2 білий ферзь · f2 білий пішак · g2 білий пішак · h2 білий пішак · d1 біла тура · e1 біла тура · g1 білий король | a8 чорна тура · d8 чорний ферзь · f8 чорна тура · g8 чорний король · b7 чорний слон · e7 чорний слон · f7 чорний пішак · g7 чорний пішак · h7 чорний пішак · a6 чорний пішак · c6 чорний кінь · e6 чорний пішак · f6 чорний кінь · b5 чорний пішак · g5 білий слон · d4 білий пішак · b3 білий слон · c3 білий кінь · f3 білий кінь · a2 білий пішак · b2 білий пішак · e2 білий ферзь · f2 білий пішак · g2 білий пішак · h2 білий пішак · d1 біла тура · e1 біла тура · g1 білий король | a8 чорна тура · d8 чорний ферзь · f8 чорна тура · g8 чорний король · b7 чорний слон · e7 чорний слон · f7 чорний пішак · g7 чорний пішак · h7 чорний пішак · a6 чорний пішак · c6 чорний кінь · e6 чорний пішак · f6 чорний кінь · b5 чорний пішак · g5 білий слон · d4 білий пішак · b3 білий слон · c3 білий кінь · f3 білий кінь · a2 білий пішак · b2 білий пішак · e2 білий ферзь · f2 білий пішак · g2 білий пішак · h2 білий пішак · d1 біла тура · e1 біла тура · g1 білий король | a8 чорна тура · d8 чорний ферзь · f8 чорна тура · g8 чорний король · b7 чорний слон · e7 чорний слон · f7 чорний пішак · g7 чорний пішак · h7 чорний пішак · a6 чорний пішак · c6 чорний кінь · e6 чорний пішак · f6 чорний кінь · b5 чорний пішак · g5 білий слон · d4 білий пішак · b3 білий слон · c3 білий кінь · f3 білий кінь · a2 білий пішак · b2 білий пішак · e2 білий ферзь · f2 білий пішак · g2 білий пішак · h2 білий пішак · d1 біла тура · e1 біла тура · g1 білий король | a8 чорна тура · d8 чорний ферзь · f8 чорна тура · g8 чорний король · b7 чорний слон · e7 чорний слон · f7 чорний пішак · g7 чорний пішак · h7 чорний пішак · a6 чорний пішак · c6 чорний кінь · e6 чорний пішак · f6 чорний кінь · b5 чорний пішак · g5 білий слон · d4 білий пішак · b3 білий слон · c3 білий кінь · f3 білий кінь · a2 білий пішак · b2 білий пішак · e2 білий ферзь · f2 білий пішак · g2 білий пішак · h2 білий пішак · d1 біла тура · e1 біла тура · g1 білий король | a8 чорна тура · d8 чорний ферзь · f8 чорна тура · g8 чорний король · b7 чорний слон · e7 чорний слон · f7 чорний пішак · g7 чорний пішак · h7 чорний пішак · a6 чорний пішак · c6 чорний кінь · e6 чорний пішак · f6 чорний кінь · b5 чорний пішак · g5 білий слон · d4 білий пішак · b3 білий слон · c3 білий кінь · f3 білий кінь · a2 білий пішак · b2 білий пішак · e2 білий ферзь · f2 білий пішак · g2 білий пішак · h2 білий пішак · d1 біла тура · e1 біла тура · g1 білий король | 7 |
| 6 | a8 чорна тура · d8 чорний ферзь · f8 чорна тура · g8 чорний король · b7 чорний слон · e7 чорний слон · f7 чорний пішак · g7 чорний пішак · h7 чорний пішак · a6 чорний пішак · c6 чорний кінь · e6 чорний пішак · f6 чорний кінь · b5 чорний пішак · g5 білий слон · d4 білий пішак · b3 білий слон · c3 білий кінь · f3 білий кінь · a2 білий пішак · b2 білий пішак · e2 білий ферзь · f2 білий пішак · g2 білий пішак · h2 білий пішак · d1 біла тура · e1 біла тура · g1 білий король | a8 чорна тура · d8 чорний ферзь · f8 чорна тура · g8 чорний король · b7 чорний слон · e7 чорний слон · f7 чорний пішак · g7 чорний пішак · h7 чорний пішак · a6 чорний пішак · c6 чорний кінь · e6 чорний пішак · f6 чорний кінь · b5 чорний пішак · g5 білий слон · d4 білий пішак · b3 білий слон · c3 білий кінь · f3 білий кінь · a2 білий пішак · b2 білий пішак · e2 білий ферзь · f2 білий пішак · g2 білий пішак · h2 білий пішак · d1 біла тура · e1 біла тура · g1 білий король | a8 чорна тура · d8 чорний ферзь · f8 чорна тура · g8 чорний король · b7 чорний слон · e7 чорний слон · f7 чорний пішак · g7 чорний пішак · h7 чорний пішак · a6 чорний пішак · c6 чорний кінь · e6 чорний пішак · f6 чорний кінь · b5 чорний пішак · g5 білий слон · d4 білий пішак · b3 білий слон · c3 білий кінь · f3 білий кінь · a2 білий пішак · b2 білий пішак · e2 білий ферзь · f2 білий пішак · g2 білий пішак · h2 білий пішак · d1 біла тура · e1 біла тура · g1 білий король | a8 чорна тура · d8 чорний ферзь · f8 чорна тура · g8 чорний король · b7 чорний слон · e7 чорний слон · f7 чорний пішак · g7 чорний пішак · h7 чорний пішак · a6 чорний пішак · c6 чорний кінь · e6 чорний пішак · f6 чорний кінь · b5 чорний пішак · g5 білий слон · d4 білий пішак · b3 білий слон · c3 білий кінь · f3 білий кінь · a2 білий пішак · b2 білий пішак · e2 білий ферзь · f2 білий пішак · g2 білий пішак · h2 білий пішак · d1 біла тура · e1 біла тура · g1 білий король | a8 чорна тура · d8 чорний ферзь · f8 чорна тура · g8 чорний король · b7 чорний слон · e7 чорний слон · f7 чорний пішак · g7 чорний пішак · h7 чорний пішак · a6 чорний пішак · c6 чорний кінь · e6 чорний пішак · f6 чорний кінь · b5 чорний пішак · g5 білий слон · d4 білий пішак · b3 білий слон · c3 білий кінь · f3 білий кінь · a2 білий пішак · b2 білий пішак · e2 білий ферзь · f2 білий пішак · g2 білий пішак · h2 білий пішак · d1 біла тура · e1 біла тура · g1 білий король | a8 чорна тура · d8 чорний ферзь · f8 чорна тура · g8 чорний король · b7 чорний слон · e7 чорний слон · f7 чорний пішак · g7 чорний пішак · h7 чорний пішак · a6 чорний пішак · c6 чорний кінь · e6 чорний пішак · f6 чорний кінь · b5 чорний пішак · g5 білий слон · d4 білий пішак · b3 білий слон · c3 білий кінь · f3 білий кінь · a2 білий пішак · b2 білий пішак · e2 білий ферзь · f2 білий пішак · g2 білий пішак · h2 білий пішак · d1 біла тура · e1 біла тура · g1 білий король | a8 чорна тура · d8 чорний ферзь · f8 чорна тура · g8 чорний король · b7 чорний слон · e7 чорний слон · f7 чорний пішак · g7 чорний пішак · h7 чорний пішак · a6 чорний пішак · c6 чорний кінь · e6 чорний пішак · f6 чорний кінь · b5 чорний пішак · g5 білий слон · d4 білий пішак · b3 білий слон · c3 білий кінь · f3 білий кінь · a2 білий пішак · b2 білий пішак · e2 білий ферзь · f2 білий пішак · g2 білий пішак · h2 білий пішак · d1 біла тура · e1 біла тура · g1 білий король | a8 чорна тура · d8 чорний ферзь · f8 чорна тура · g8 чорний король · b7 чорний слон · e7 чорний слон · f7 чорний пішак · g7 чорний пішак · h7 чорний пішак · a6 чорний пішак · c6 чорний кінь · e6 чорний пішак · f6 чорний кінь · b5 чорний пішак · g5 білий слон · d4 білий пішак · b3 білий слон · c3 білий кінь · f3 білий кінь · a2 білий пішак · b2 білий пішак · e2 білий ферзь · f2 білий пішак · g2 білий пішак · h2 білий пішак · d1 біла тура · e1 біла тура · g1 білий король | 6 |
| 5 | a8 чорна тура · d8 чорний ферзь · f8 чорна тура · g8 чорний король · b7 чорний слон · e7 чорний слон · f7 чорний пішак · g7 чорний пішак · h7 чорний пішак · a6 чорний пішак · c6 чорний кінь · e6 чорний пішак · f6 чорний кінь · b5 чорний пішак · g5 білий слон · d4 білий пішак · b3 білий слон · c3 білий кінь · f3 білий кінь · a2 білий пішак · b2 білий пішак · e2 білий ферзь · f2 білий пішак · g2 білий пішак · h2 білий пішак · d1 біла тура · e1 біла тура · g1 білий король | a8 чорна тура · d8 чорний ферзь · f8 чорна тура · g8 чорний король · b7 чорний слон · e7 чорний слон · f7 чорний пішак · g7 чорний пішак · h7 чорний пішак · a6 чорний пішак · c6 чорний кінь · e6 чорний пішак · f6 чорний кінь · b5 чорний пішак · g5 білий слон · d4 білий пішак · b3 білий слон · c3 білий кінь · f3 білий кінь · a2 білий пішак · b2 білий пішак · e2 білий ферзь · f2 білий пішак · g2 білий пішак · h2 білий пішак · d1 біла тура · e1 біла тура · g1 білий король | a8 чорна тура · d8 чорний ферзь · f8 чорна тура · g8 чорний король · b7 чорний слон · e7 чорний слон · f7 чорний пішак · g7 чорний пішак · h7 чорний пішак · a6 чорний пішак · c6 чорний кінь · e6 чорний пішак · f6 чорний кінь · b5 чорний пішак · g5 білий слон · d4 білий пішак · b3 білий слон · c3 білий кінь · f3 білий кінь · a2 білий пішак · b2 білий пішак · e2 білий ферзь · f2 білий пішак · g2 білий пішак · h2 білий пішак · d1 біла тура · e1 біла тура · g1 білий король | a8 чорна тура · d8 чорний ферзь · f8 чорна тура · g8 чорний король · b7 чорний слон · e7 чорний слон · f7 чорний пішак · g7 чорний пішак · h7 чорний пішак · a6 чорний пішак · c6 чорний кінь · e6 чорний пішак · f6 чорний кінь · b5 чорний пішак · g5 білий слон · d4 білий пішак · b3 білий слон · c3 білий кінь · f3 білий кінь · a2 білий пішак · b2 білий пішак · e2 білий ферзь · f2 білий пішак · g2 білий пішак · h2 білий пішак · d1 біла тура · e1 біла тура · g1 білий король | a8 чорна тура · d8 чорний ферзь · f8 чорна тура · g8 чорний король · b7 чорний слон · e7 чорний слон · f7 чорний пішак · g7 чорний пішак · h7 чорний пішак · a6 чорний пішак · c6 чорний кінь · e6 чорний пішак · f6 чорний кінь · b5 чорний пішак · g5 білий слон · d4 білий пішак · b3 білий слон · c3 білий кінь · f3 білий кінь · a2 білий пішак · b2 білий пішак · e2 білий ферзь · f2 білий пішак · g2 білий пішак · h2 білий пішак · d1 біла тура · e1 біла тура · g1 білий король | a8 чорна тура · d8 чорний ферзь · f8 чорна тура · g8 чорний король · b7 чорний слон · e7 чорний слон · f7 чорний пішак · g7 чорний пішак · h7 чорний пішак · a6 чорний пішак · c6 чорний кінь · e6 чорний пішак · f6 чорний кінь · b5 чорний пішак · g5 білий слон · d4 білий пішак · b3 білий слон · c3 білий кінь · f3 білий кінь · a2 білий пішак · b2 білий пішак · e2 білий ферзь · f2 білий пішак · g2 білий пішак · h2 білий пішак · d1 біла тура · e1 біла тура · g1 білий король | a8 чорна тура · d8 чорний ферзь · f8 чорна тура · g8 чорний король · b7 чорний слон · e7 чорний слон · f7 чорний пішак · g7 чорний пішак · h7 чорний пішак · a6 чорний пішак · c6 чорний кінь · e6 чорний пішак · f6 чорний кінь · b5 чорний пішак · g5 білий слон · d4 білий пішак · b3 білий слон · c3 білий кінь · f3 білий кінь · a2 білий пішак · b2 білий пішак · e2 білий ферзь · f2 білий пішак · g2 білий пішак · h2 білий пішак · d1 біла тура · e1 біла тура · g1 білий король | a8 чорна тура · d8 чорний ферзь · f8 чорна тура · g8 чорний король · b7 чорний слон · e7 чорний слон · f7 чорний пішак · g7 чорний пішак · h7 чорний пішак · a6 чорний пішак · c6 чорний кінь · e6 чорний пішак · f6 чорний кінь · b5 чорний пішак · g5 білий слон · d4 білий пішак · b3 білий слон · c3 білий кінь · f3 білий кінь · a2 білий пішак · b2 білий пішак · e2 білий ферзь · f2 білий пішак · g2 білий пішак · h2 білий пішак · d1 біла тура · e1 біла тура · g1 білий король | 5 |
| 4 | a8 чорна тура · d8 чорний ферзь · f8 чорна тура · g8 чорний король · b7 чорний слон · e7 чорний слон · f7 чорний пішак · g7 чорний пішак · h7 чорний пішак · a6 чорний пішак · c6 чорний кінь · e6 чорний пішак · f6 чорний кінь · b5 чорний пішак · g5 білий слон · d4 білий пішак · b3 білий слон · c3 білий кінь · f3 білий кінь · a2 білий пішак · b2 білий пішак · e2 білий ферзь · f2 білий пішак · g2 білий пішак · h2 білий пішак · d1 біла тура · e1 біла тура · g1 білий король | a8 чорна тура · d8 чорний ферзь · f8 чорна тура · g8 чорний король · b7 чорний слон · e7 чорний слон · f7 чорний пішак · g7 чорний пішак · h7 чорний пішак · a6 чорний пішак · c6 чорний кінь · e6 чорний пішак · f6 чорний кінь · b5 чорний пішак · g5 білий слон · d4 білий пішак · b3 білий слон · c3 білий кінь · f3 білий кінь · a2 білий пішак · b2 білий пішак · e2 білий ферзь · f2 білий пішак · g2 білий пішак · h2 білий пішак · d1 біла тура · e1 біла тура · g1 білий король | a8 чорна тура · d8 чорний ферзь · f8 чорна тура · g8 чорний король · b7 чорний слон · e7 чорний слон · f7 чорний пішак · g7 чорний пішак · h7 чорний пішак · a6 чорний пішак · c6 чорний кінь · e6 чорний пішак · f6 чорний кінь · b5 чорний пішак · g5 білий слон · d4 білий пішак · b3 білий слон · c3 білий кінь · f3 білий кінь · a2 білий пішак · b2 білий пішак · e2 білий ферзь · f2 білий пішак · g2 білий пішак · h2 білий пішак · d1 біла тура · e1 біла тура · g1 білий король | a8 чорна тура · d8 чорний ферзь · f8 чорна тура · g8 чорний король · b7 чорний слон · e7 чорний слон · f7 чорний пішак · g7 чорний пішак · h7 чорний пішак · a6 чорний пішак · c6 чорний кінь · e6 чорний пішак · f6 чорний кінь · b5 чорний пішак · g5 білий слон · d4 білий пішак · b3 білий слон · c3 білий кінь · f3 білий кінь · a2 білий пішак · b2 білий пішак · e2 білий ферзь · f2 білий пішак · g2 білий пішак · h2 білий пішак · d1 біла тура · e1 біла тура · g1 білий король | a8 чорна тура · d8 чорний ферзь · f8 чорна тура · g8 чорний король · b7 чорний слон · e7 чорний слон · f7 чорний пішак · g7 чорний пішак · h7 чорний пішак · a6 чорний пішак · c6 чорний кінь · e6 чорний пішак · f6 чорний кінь · b5 чорний пішак · g5 білий слон · d4 білий пішак · b3 білий слон · c3 білий кінь · f3 білий кінь · a2 білий пішак · b2 білий пішак · e2 білий ферзь · f2 білий пішак · g2 білий пішак · h2 білий пішак · d1 біла тура · e1 біла тура · g1 білий король | a8 чорна тура · d8 чорний ферзь · f8 чорна тура · g8 чорний король · b7 чорний слон · e7 чорний слон · f7 чорний пішак · g7 чорний пішак · h7 чорний пішак · a6 чорний пішак · c6 чорний кінь · e6 чорний пішак · f6 чорний кінь · b5 чорний пішак · g5 білий слон · d4 білий пішак · b3 білий слон · c3 білий кінь · f3 білий кінь · a2 білий пішак · b2 білий пішак · e2 білий ферзь · f2 білий пішак · g2 білий пішак · h2 білий пішак · d1 біла тура · e1 біла тура · g1 білий король | a8 чорна тура · d8 чорний ферзь · f8 чорна тура · g8 чорний король · b7 чорний слон · e7 чорний слон · f7 чорний пішак · g7 чорний пішак · h7 чорний пішак · a6 чорний пішак · c6 чорний кінь · e6 чорний пішак · f6 чорний кінь · b5 чорний пішак · g5 білий слон · d4 білий пішак · b3 білий слон · c3 білий кінь · f3 білий кінь · a2 білий пішак · b2 білий пішак · e2 білий ферзь · f2 білий пішак · g2 білий пішак · h2 білий пішак · d1 біла тура · e1 біла тура · g1 білий король | a8 чорна тура · d8 чорний ферзь · f8 чорна тура · g8 чорний король · b7 чорний слон · e7 чорний слон · f7 чорний пішак · g7 чорний пішак · h7 чорний пішак · a6 чорний пішак · c6 чорний кінь · e6 чорний пішак · f6 чорний кінь · b5 чорний пішак · g5 білий слон · d4 білий пішак · b3 білий слон · c3 білий кінь · f3 білий кінь · a2 білий пішак · b2 білий пішак · e2 білий ферзь · f2 білий пішак · g2 білий пішак · h2 білий пішак · d1 біла тура · e1 біла тура · g1 білий король | 4 |
| 3 | a8 чорна тура · d8 чорний ферзь · f8 чорна тура · g8 чорний король · b7 чорний слон · e7 чорний слон · f7 чорний пішак · g7 чорний пішак · h7 чорний пішак · a6 чорний пішак · c6 чорний кінь · e6 чорний пішак · f6 чорний кінь · b5 чорний пішак · g5 білий слон · d4 білий пішак · b3 білий слон · c3 білий кінь · f3 білий кінь · a2 білий пішак · b2 білий пішак · e2 білий ферзь · f2 білий пішак · g2 білий пішак · h2 білий пішак · d1 біла тура · e1 біла тура · g1 білий король | a8 чорна тура · d8 чорний ферзь · f8 чорна тура · g8 чорний король · b7 чорний слон · e7 чорний слон · f7 чорний пішак · g7 чорний пішак · h7 чорний пішак · a6 чорний пішак · c6 чорний кінь · e6 чорний пішак · f6 чорний кінь · b5 чорний пішак · g5 білий слон · d4 білий пішак · b3 білий слон · c3 білий кінь · f3 білий кінь · a2 білий пішак · b2 білий пішак · e2 білий ферзь · f2 білий пішак · g2 білий пішак · h2 білий пішак · d1 біла тура · e1 біла тура · g1 білий король | a8 чорна тура · d8 чорний ферзь · f8 чорна тура · g8 чорний король · b7 чорний слон · e7 чорний слон · f7 чорний пішак · g7 чорний пішак · h7 чорний пішак · a6 чорний пішак · c6 чорний кінь · e6 чорний пішак · f6 чорний кінь · b5 чорний пішак · g5 білий слон · d4 білий пішак · b3 білий слон · c3 білий кінь · f3 білий кінь · a2 білий пішак · b2 білий пішак · e2 білий ферзь · f2 білий пішак · g2 білий пішак · h2 білий пішак · d1 біла тура · e1 біла тура · g1 білий король | a8 чорна тура · d8 чорний ферзь · f8 чорна тура · g8 чорний король · b7 чорний слон · e7 чорний слон · f7 чорний пішак · g7 чорний пішак · h7 чорний пішак · a6 чорний пішак · c6 чорний кінь · e6 чорний пішак · f6 чорний кінь · b5 чорний пішак · g5 білий слон · d4 білий пішак · b3 білий слон · c3 білий кінь · f3 білий кінь · a2 білий пішак · b2 білий пішак · e2 білий ферзь · f2 білий пішак · g2 білий пішак · h2 білий пішак · d1 біла тура · e1 біла тура · g1 білий король | a8 чорна тура · d8 чорний ферзь · f8 чорна тура · g8 чорний король · b7 чорний слон · e7 чорний слон · f7 чорний пішак · g7 чорний пішак · h7 чорний пішак · a6 чорний пішак · c6 чорний кінь · e6 чорний пішак · f6 чорний кінь · b5 чорний пішак · g5 білий слон · d4 білий пішак · b3 білий слон · c3 білий кінь · f3 білий кінь · a2 білий пішак · b2 білий пішак · e2 білий ферзь · f2 білий пішак · g2 білий пішак · h2 білий пішак · d1 біла тура · e1 біла тура · g1 білий король | a8 чорна тура · d8 чорний ферзь · f8 чорна тура · g8 чорний король · b7 чорний слон · e7 чорний слон · f7 чорний пішак · g7 чорний пішак · h7 чорний пішак · a6 чорний пішак · c6 чорний кінь · e6 чорний пішак · f6 чорний кінь · b5 чорний пішак · g5 білий слон · d4 білий пішак · b3 білий слон · c3 білий кінь · f3 білий кінь · a2 білий пішак · b2 білий пішак · e2 білий ферзь · f2 білий пішак · g2 білий пішак · h2 білий пішак · d1 біла тура · e1 біла тура · g1 білий король | a8 чорна тура · d8 чорний ферзь · f8 чорна тура · g8 чорний король · b7 чорний слон · e7 чорний слон · f7 чорний пішак · g7 чорний пішак · h7 чорний пішак · a6 чорний пішак · c6 чорний кінь · e6 чорний пішак · f6 чорний кінь · b5 чорний пішак · g5 білий слон · d4 білий пішак · b3 білий слон · c3 білий кінь · f3 білий кінь · a2 білий пішак · b2 білий пішак · e2 білий ферзь · f2 білий пішак · g2 білий пішак · h2 білий пішак · d1 біла тура · e1 біла тура · g1 білий король | a8 чорна тура · d8 чорний ферзь · f8 чорна тура · g8 чорний король · b7 чорний слон · e7 чорний слон · f7 чорний пішак · g7 чорний пішак · h7 чорний пішак · a6 чорний пішак · c6 чорний кінь · e6 чорний пішак · f6 чорний кінь · b5 чорний пішак · g5 білий слон · d4 білий пішак · b3 білий слон · c3 білий кінь · f3 білий кінь · a2 білий пішак · b2 білий пішак · e2 білий ферзь · f2 білий пішак · g2 білий пішак · h2 білий пішак · d1 біла тура · e1 біла тура · g1 білий король | 3 |
| 2 | a8 чорна тура · d8 чорний ферзь · f8 чорна тура · g8 чорний король · b7 чорний слон · e7 чорний слон · f7 чорний пішак · g7 чорний пішак · h7 чорний пішак · a6 чорний пішак · c6 чорний кінь · e6 чорний пішак · f6 чорний кінь · b5 чорний пішак · g5 білий слон · d4 білий пішак · b3 білий слон · c3 білий кінь · f3 білий кінь · a2 білий пішак · b2 білий пішак · e2 білий ферзь · f2 білий пішак · g2 білий пішак · h2 білий пішак · d1 біла тура · e1 біла тура · g1 білий король | a8 чорна тура · d8 чорний ферзь · f8 чорна тура · g8 чорний король · b7 чорний слон · e7 чорний слон · f7 чорний пішак · g7 чорний пішак · h7 чорний пішак · a6 чорний пішак · c6 чорний кінь · e6 чорний пішак · f6 чорний кінь · b5 чорний пішак · g5 білий слон · d4 білий пішак · b3 білий слон · c3 білий кінь · f3 білий кінь · a2 білий пішак · b2 білий пішак · e2 білий ферзь · f2 білий пішак · g2 білий пішак · h2 білий пішак · d1 біла тура · e1 біла тура · g1 білий король | a8 чорна тура · d8 чорний ферзь · f8 чорна тура · g8 чорний король · b7 чорний слон · e7 чорний слон · f7 чорний пішак · g7 чорний пішак · h7 чорний пішак · a6 чорний пішак · c6 чорний кінь · e6 чорний пішак · f6 чорний кінь · b5 чорний пішак · g5 білий слон · d4 білий пішак · b3 білий слон · c3 білий кінь · f3 білий кінь · a2 білий пішак · b2 білий пішак · e2 білий ферзь · f2 білий пішак · g2 білий пішак · h2 білий пішак · d1 біла тура · e1 біла тура · g1 білий король | a8 чорна тура · d8 чорний ферзь · f8 чорна тура · g8 чорний король · b7 чорний слон · e7 чорний слон · f7 чорний пішак · g7 чорний пішак · h7 чорний пішак · a6 чорний пішак · c6 чорний кінь · e6 чорний пішак · f6 чорний кінь · b5 чорний пішак · g5 білий слон · d4 білий пішак · b3 білий слон · c3 білий кінь · f3 білий кінь · a2 білий пішак · b2 білий пішак · e2 білий ферзь · f2 білий пішак · g2 білий пішак · h2 білий пішак · d1 біла тура · e1 біла тура · g1 білий король | a8 чорна тура · d8 чорний ферзь · f8 чорна тура · g8 чорний король · b7 чорний слон · e7 чорний слон · f7 чорний пішак · g7 чорний пішак · h7 чорний пішак · a6 чорний пішак · c6 чорний кінь · e6 чорний пішак · f6 чорний кінь · b5 чорний пішак · g5 білий слон · d4 білий пішак · b3 білий слон · c3 білий кінь · f3 білий кінь · a2 білий пішак · b2 білий пішак · e2 білий ферзь · f2 білий пішак · g2 білий пішак · h2 білий пішак · d1 біла тура · e1 біла тура · g1 білий король | a8 чорна тура · d8 чорний ферзь · f8 чорна тура · g8 чорний король · b7 чорний слон · e7 чорний слон · f7 чорний пішак · g7 чорний пішак · h7 чорний пішак · a6 чорний пішак · c6 чорний кінь · e6 чорний пішак · f6 чорний кінь · b5 чорний пішак · g5 білий слон · d4 білий пішак · b3 білий слон · c3 білий кінь · f3 білий кінь · a2 білий пішак · b2 білий пішак · e2 білий ферзь · f2 білий пішак · g2 білий пішак · h2 білий пішак · d1 біла тура · e1 біла тура · g1 білий король | a8 чорна тура · d8 чорний ферзь · f8 чорна тура · g8 чорний король · b7 чорний слон · e7 чорний слон · f7 чорний пішак · g7 чорний пішак · h7 чорний пішак · a6 чорний пішак · c6 чорний кінь · e6 чорний пішак · f6 чорний кінь · b5 чорний пішак · g5 білий слон · d4 білий пішак · b3 білий слон · c3 білий кінь · f3 білий кінь · a2 білий пішак · b2 білий пішак · e2 білий ферзь · f2 білий пішак · g2 білий пішак · h2 білий пішак · d1 біла тура · e1 біла тура · g1 білий король | a8 чорна тура · d8 чорний ферзь · f8 чорна тура · g8 чорний король · b7 чорний слон · e7 чорний слон · f7 чорний пішак · g7 чорний пішак · h7 чорний пішак · a6 чорний пішак · c6 чорний кінь · e6 чорний пішак · f6 чорний кінь · b5 чорний пішак · g5 білий слон · d4 білий пішак · b3 білий слон · c3 білий кінь · f3 білий кінь · a2 білий пішак · b2 білий пішак · e2 білий ферзь · f2 білий пішак · g2 білий пішак · h2 білий пішак · d1 біла тура · e1 біла тура · g1 білий король | 2 |
| 1 | a8 чорна тура · d8 чорний ферзь · f8 чорна тура · g8 чорний король · b7 чорний слон · e7 чорний слон · f7 чорний пішак · g7 чорний пішак · h7 чорний пішак · a6 чорний пішак · c6 чорний кінь · e6 чорний пішак · f6 чорний кінь · b5 чорний пішак · g5 білий слон · d4 білий пішак · b3 білий слон · c3 білий кінь · f3 білий кінь · a2 білий пішак · b2 білий пішак · e2 білий ферзь · f2 білий пішак · g2 білий пішак · h2 білий пішак · d1 біла тура · e1 біла тура · g1 білий король | a8 чорна тура · d8 чорний ферзь · f8 чорна тура · g8 чорний король · b7 чорний слон · e7 чорний слон · f7 чорний пішак · g7 чорний пішак · h7 чорний пішак · a6 чорний пішак · c6 чорний кінь · e6 чорний пішак · f6 чорний кінь · b5 чорний пішак · g5 білий слон · d4 білий пішак · b3 білий слон · c3 білий кінь · f3 білий кінь · a2 білий пішак · b2 білий пішак · e2 білий ферзь · f2 білий пішак · g2 білий пішак · h2 білий пішак · d1 біла тура · e1 біла тура · g1 білий король | a8 чорна тура · d8 чорний ферзь · f8 чорна тура · g8 чорний король · b7 чорний слон · e7 чорний слон · f7 чорний пішак · g7 чорний пішак · h7 чорний пішак · a6 чорний пішак · c6 чорний кінь · e6 чорний пішак · f6 чорний кінь · b5 чорний пішак · g5 білий слон · d4 білий пішак · b3 білий слон · c3 білий кінь · f3 білий кінь · a2 білий пішак · b2 білий пішак · e2 білий ферзь · f2 білий пішак · g2 білий пішак · h2 білий пішак · d1 біла тура · e1 біла тура · g1 білий король | a8 чорна тура · d8 чорний ферзь · f8 чорна тура · g8 чорний король · b7 чорний слон · e7 чорний слон · f7 чорний пішак · g7 чорний пішак · h7 чорний пішак · a6 чорний пішак · c6 чорний кінь · e6 чорний пішак · f6 чорний кінь · b5 чорний пішак · g5 білий слон · d4 білий пішак · b3 білий слон · c3 білий кінь · f3 білий кінь · a2 білий пішак · b2 білий пішак · e2 білий ферзь · f2 білий пішак · g2 білий пішак · h2 білий пішак · d1 біла тура · e1 біла тура · g1 білий король | a8 чорна тура · d8 чорний ферзь · f8 чорна тура · g8 чорний король · b7 чорний слон · e7 чорний слон · f7 чорний пішак · g7 чорний пішак · h7 чорний пішак · a6 чорний пішак · c6 чорний кінь · e6 чорний пішак · f6 чорний кінь · b5 чорний пішак · g5 білий слон · d4 білий пішак · b3 білий слон · c3 білий кінь · f3 білий кінь · a2 білий пішак · b2 білий пішак · e2 білий ферзь · f2 білий пішак · g2 білий пішак · h2 білий пішак · d1 біла тура · e1 біла тура · g1 білий король | a8 чорна тура · d8 чорний ферзь · f8 чорна тура · g8 чорний король · b7 чорний слон · e7 чорний слон · f7 чорний пішак · g7 чорний пішак · h7 чорний пішак · a6 чорний пішак · c6 чорний кінь · e6 чорний пішак · f6 чорний кінь · b5 чорний пішак · g5 білий слон · d4 білий пішак · b3 білий слон · c3 білий кінь · f3 білий кінь · a2 білий пішак · b2 білий пішак · e2 білий ферзь · f2 білий пішак · g2 білий пішак · h2 білий пішак · d1 біла тура · e1 біла тура · g1 білий король | a8 чорна тура · d8 чорний ферзь · f8 чорна тура · g8 чорний король · b7 чорний слон · e7 чорний слон · f7 чорний пішак · g7 чорний пішак · h7 чорний пішак · a6 чорний пішак · c6 чорний кінь · e6 чорний пішак · f6 чорний кінь · b5 чорний пішак · g5 білий слон · d4 білий пішак · b3 білий слон · c3 білий кінь · f3 білий кінь · a2 білий пішак · b2 білий пішак · e2 білий ферзь · f2 білий пішак · g2 білий пішак · h2 білий пішак · d1 біла тура · e1 біла тура · g1 білий король | a8 чорна тура · d8 чорний ферзь · f8 чорна тура · g8 чорний король · b7 чорний слон · e7 чорний слон · f7 чорний пішак · g7 чорний пішак · h7 чорний пішак · a6 чорний пішак · c6 чорний кінь · e6 чорний пішак · f6 чорний кінь · b5 чорний пішак · g5 білий слон · d4 білий пішак · b3 білий слон · c3 білий кінь · f3 білий кінь · a2 білий пішак · b2 білий пішак · e2 білий ферзь · f2 білий пішак · g2 білий пішак · h2 білий пішак · d1 біла тура · e1 біла тура · g1 білий король | 1 |
|   | a | b | c | d | e | f | g | h |   |

Ізольований пішак — важлива проблема шахової стратегії, яка має велике практичне значення з огляду на те, що позиції з ізольованим пішаком можуть виникнути у великій кількості дебютів (список не вичерпний):
Ухвалений ферзевий гамбіт, ортодоксальний захист — 1. d4 d5 2. c4 dc 3. Kf3 Kf6 4. e3 e6 5. C:c4 c5 6. 0-0 Kc6 7. Фе 2 cd 8. Лd1 Ce7 9. ed;
Поліпшений захист Тарраша — 1. d4 d5 2. c4 e6 3. Kc3 Kf6 4. Kf3 c5 5. cd K:d5 6. e3 Kc6 7. Cd3 cd 8 ed;
Захист Каро—Канн, атака Панова — 1.e4 c6 2.d4 d5 3. ed cd 4. c4 e6 5. Kc3 Kf6 6. Kf3 Ce7 7. cd K:d5;
Сицилійський захист, варіант Алапіна — 1. e4 c5 2. c3 d5 3. ed Ф:d5 4. d4 e6 5. Kf3 Kf6 6. Cd3 Ce7 7. 0-0 0-0 8. Фе2 cd 9. cd;
Французький захист, система Тарраша — 1. e4 e6 2. d4 d5 3. Kd2 c5 4. ed ed 5. Cb5+ Kc6 6. Kgf3 Cd6 7. dc C:c5;
і т.д. 
Наявність ізольованого пішака — одночасно і сила, і слабкість позиції. Сила ізольованого пішака полягає в тому, що він забезпечує стійку просторову перевагу, а також перевагу в мобільності — оскільки на сусідніх вертикалях немає пішаків, то далекобійні фігури (ферзь, Тура та слон — можна легко перекидати з флангу на фланг. Слабкість ізольованого пішака в тому, що його не можуть підтримати пішаки з сусідніх вертикалей, тому його захист утруднений. Тому цього пішака часто вдається блокувати, оточити фігурами й виграти, або створити на нього сильний позиційний тиск скувавши фігури супротивника його захистом. У цьому й полягає проблема ізольованого пішака в шахах. 
Варто зауважити, що вищесказане повною мірою стосується центральних ізольованих пішаків (на вертикалях d і e). Фланговий ізольований пішак більше слабкість, ніж сила, оскільки, зберігаючи всі недоліки, він якоюсь мірою втрачає переваги — на практиці відкриті або напіввідкриті вертикалі на фланзі набагато рідше виявляються кориснішими, ніж у центрі. 
У міру наближення до ендшпілю, роль ізольованого пішака змінюється, і зазвичай він стає серйозним тягарем для сторони, яка його має. Ізольований пішак — зручний об'єкт для атаки у всіх видах ендшпілів — від ферзевих до пішакових. 

## Плани гри
|   | a | b | c | d | e | f | g | h |   |
| 8 | d8 чорна тура · g8 чорний король · a7 чорний пішак · b7 чорний пішак · d7 чорна тура · e7 чорний слон · f7 чорний пішак · g7 чорний пішак · e6 чорний слон · h6 чорний пішак · b5 чорний ферзь · d5 чорний пішак · a3 білий пішак · c3 білий слон · d3 біла тура · e3 білий пішак · f3 білий слон · b2 білий пішак · d2 біла тура · f2 білий пішак · g2 білий пішак · h2 білий пішак · d1 білий ферзь · g1 білий король | d8 чорна тура · g8 чорний король · a7 чорний пішак · b7 чорний пішак · d7 чорна тура · e7 чорний слон · f7 чорний пішак · g7 чорний пішак · e6 чорний слон · h6 чорний пішак · b5 чорний ферзь · d5 чорний пішак · a3 білий пішак · c3 білий слон · d3 біла тура · e3 білий пішак · f3 білий слон · b2 білий пішак · d2 біла тура · f2 білий пішак · g2 білий пішак · h2 білий пішак · d1 білий ферзь · g1 білий король | d8 чорна тура · g8 чорний король · a7 чорний пішак · b7 чорний пішак · d7 чорна тура · e7 чорний слон · f7 чорний пішак · g7 чорний пішак · e6 чорний слон · h6 чорний пішак · b5 чорний ферзь · d5 чорний пішак · a3 білий пішак · c3 білий слон · d3 біла тура · e3 білий пішак · f3 білий слон · b2 білий пішак · d2 біла тура · f2 білий пішак · g2 білий пішак · h2 білий пішак · d1 білий ферзь · g1 білий король | d8 чорна тура · g8 чорний король · a7 чорний пішак · b7 чорний пішак · d7 чорна тура · e7 чорний слон · f7 чорний пішак · g7 чорний пішак · e6 чорний слон · h6 чорний пішак · b5 чорний ферзь · d5 чорний пішак · a3 білий пішак · c3 білий слон · d3 біла тура · e3 білий пішак · f3 білий слон · b2 білий пішак · d2 біла тура · f2 білий пішак · g2 білий пішак · h2 білий пішак · d1 білий ферзь · g1 білий король | d8 чорна тура · g8 чорний король · a7 чорний пішак · b7 чорний пішак · d7 чорна тура · e7 чорний слон · f7 чорний пішак · g7 чорний пішак · e6 чорний слон · h6 чорний пішак · b5 чорний ферзь · d5 чорний пішак · a3 білий пішак · c3 білий слон · d3 біла тура · e3 білий пішак · f3 білий слон · b2 білий пішак · d2 біла тура · f2 білий пішак · g2 білий пішак · h2 білий пішак · d1 білий ферзь · g1 білий король | d8 чорна тура · g8 чорний король · a7 чорний пішак · b7 чорний пішак · d7 чорна тура · e7 чорний слон · f7 чорний пішак · g7 чорний пішак · e6 чорний слон · h6 чорний пішак · b5 чорний ферзь · d5 чорний пішак · a3 білий пішак · c3 білий слон · d3 біла тура · e3 білий пішак · f3 білий слон · b2 білий пішак · d2 біла тура · f2 білий пішак · g2 білий пішак · h2 білий пішак · d1 білий ферзь · g1 білий король | d8 чорна тура · g8 чорний король · a7 чорний пішак · b7 чорний пішак · d7 чорна тура · e7 чорний слон · f7 чорний пішак · g7 чорний пішак · e6 чорний слон · h6 чорний пішак · b5 чорний ферзь · d5 чорний пішак · a3 білий пішак · c3 білий слон · d3 біла тура · e3 білий пішак · f3 білий слон · b2 білий пішак · d2 біла тура · f2 білий пішак · g2 білий пішак · h2 білий пішак · d1 білий ферзь · g1 білий король | d8 чорна тура · g8 чорний король · a7 чорний пішак · b7 чорний пішак · d7 чорна тура · e7 чорний слон · f7 чорний пішак · g7 чорний пішак · e6 чорний слон · h6 чорний пішак · b5 чорний ферзь · d5 чорний пішак · a3 білий пішак · c3 білий слон · d3 біла тура · e3 білий пішак · f3 білий слон · b2 білий пішак · d2 біла тура · f2 білий пішак · g2 білий пішак · h2 білий пішак · d1 білий ферзь · g1 білий король | 8 |
| 7 | d8 чорна тура · g8 чорний король · a7 чорний пішак · b7 чорний пішак · d7 чорна тура · e7 чорний слон · f7 чорний пішак · g7 чорний пішак · e6 чорний слон · h6 чорний пішак · b5 чорний ферзь · d5 чорний пішак · a3 білий пішак · c3 білий слон · d3 біла тура · e3 білий пішак · f3 білий слон · b2 білий пішак · d2 біла тура · f2 білий пішак · g2 білий пішак · h2 білий пішак · d1 білий ферзь · g1 білий король | d8 чорна тура · g8 чорний король · a7 чорний пішак · b7 чорний пішак · d7 чорна тура · e7 чорний слон · f7 чорний пішак · g7 чорний пішак · e6 чорний слон · h6 чорний пішак · b5 чорний ферзь · d5 чорний пішак · a3 білий пішак · c3 білий слон · d3 біла тура · e3 білий пішак · f3 білий слон · b2 білий пішак · d2 біла тура · f2 білий пішак · g2 білий пішак · h2 білий пішак · d1 білий ферзь · g1 білий король | d8 чорна тура · g8 чорний король · a7 чорний пішак · b7 чорний пішак · d7 чорна тура · e7 чорний слон · f7 чорний пішак · g7 чорний пішак · e6 чорний слон · h6 чорний пішак · b5 чорний ферзь · d5 чорний пішак · a3 білий пішак · c3 білий слон · d3 біла тура · e3 білий пішак · f3 білий слон · b2 білий пішак · d2 біла тура · f2 білий пішак · g2 білий пішак · h2 білий пішак · d1 білий ферзь · g1 білий король | d8 чорна тура · g8 чорний король · a7 чорний пішак · b7 чорний пішак · d7 чорна тура · e7 чорний слон · f7 чорний пішак · g7 чорний пішак · e6 чорний слон · h6 чорний пішак · b5 чорний ферзь · d5 чорний пішак · a3 білий пішак · c3 білий слон · d3 біла тура · e3 білий пішак · f3 білий слон · b2 білий пішак · d2 біла тура · f2 білий пішак · g2 білий пішак · h2 білий пішак · d1 білий ферзь · g1 білий король | d8 чорна тура · g8 чорний король · a7 чорний пішак · b7 чорний пішак · d7 чорна тура · e7 чорний слон · f7 чорний пішак · g7 чорний пішак · e6 чорний слон · h6 чорний пішак · b5 чорний ферзь · d5 чорний пішак · a3 білий пішак · c3 білий слон · d3 біла тура · e3 білий пішак · f3 білий слон · b2 білий пішак · d2 біла тура · f2 білий пішак · g2 білий пішак · h2 білий пішак · d1 білий ферзь · g1 білий король | d8 чорна тура · g8 чорний король · a7 чорний пішак · b7 чорний пішак · d7 чорна тура · e7 чорний слон · f7 чорний пішак · g7 чорний пішак · e6 чорний слон · h6 чорний пішак · b5 чорний ферзь · d5 чорний пішак · a3 білий пішак · c3 білий слон · d3 біла тура · e3 білий пішак · f3 білий слон · b2 білий пішак · d2 біла тура · f2 білий пішак · g2 білий пішак · h2 білий пішак · d1 білий ферзь · g1 білий король | d8 чорна тура · g8 чорний король · a7 чорний пішак · b7 чорний пішак · d7 чорна тура · e7 чорний слон · f7 чорний пішак · g7 чорний пішак · e6 чорний слон · h6 чорний пішак · b5 чорний ферзь · d5 чорний пішак · a3 білий пішак · c3 білий слон · d3 біла тура · e3 білий пішак · f3 білий слон · b2 білий пішак · d2 біла тура · f2 білий пішак · g2 білий пішак · h2 білий пішак · d1 білий ферзь · g1 білий король | d8 чорна тура · g8 чорний король · a7 чорний пішак · b7 чорний пішак · d7 чорна тура · e7 чорний слон · f7 чорний пішак · g7 чорний пішак · e6 чорний слон · h6 чорний пішак · b5 чорний ферзь · d5 чорний пішак · a3 білий пішак · c3 білий слон · d3 біла тура · e3 білий пішак · f3 білий слон · b2 білий пішак · d2 біла тура · f2 білий пішак · g2 білий пішак · h2 білий пішак · d1 білий ферзь · g1 білий король | 7 |
| 6 | d8 чорна тура · g8 чорний король · a7 чорний пішак · b7 чорний пішак · d7 чорна тура · e7 чорний слон · f7 чорний пішак · g7 чорний пішак · e6 чорний слон · h6 чорний пішак · b5 чорний ферзь · d5 чорний пішак · a3 білий пішак · c3 білий слон · d3 біла тура · e3 білий пішак · f3 білий слон · b2 білий пішак · d2 біла тура · f2 білий пішак · g2 білий пішак · h2 білий пішак · d1 білий ферзь · g1 білий король | d8 чорна тура · g8 чорний король · a7 чорний пішак · b7 чорний пішак · d7 чорна тура · e7 чорний слон · f7 чорний пішак · g7 чорний пішак · e6 чорний слон · h6 чорний пішак · b5 чорний ферзь · d5 чорний пішак · a3 білий пішак · c3 білий слон · d3 біла тура · e3 білий пішак · f3 білий слон · b2 білий пішак · d2 біла тура · f2 білий пішак · g2 білий пішак · h2 білий пішак · d1 білий ферзь · g1 білий король | d8 чорна тура · g8 чорний король · a7 чорний пішак · b7 чорний пішак · d7 чорна тура · e7 чорний слон · f7 чорний пішак · g7 чорний пішак · e6 чорний слон · h6 чорний пішак · b5 чорний ферзь · d5 чорний пішак · a3 білий пішак · c3 білий слон · d3 біла тура · e3 білий пішак · f3 білий слон · b2 білий пішак · d2 біла тура · f2 білий пішак · g2 білий пішак · h2 білий пішак · d1 білий ферзь · g1 білий король | d8 чорна тура · g8 чорний король · a7 чорний пішак · b7 чорний пішак · d7 чорна тура · e7 чорний слон · f7 чорний пішак · g7 чорний пішак · e6 чорний слон · h6 чорний пішак · b5 чорний ферзь · d5 чорний пішак · a3 білий пішак · c3 білий слон · d3 біла тура · e3 білий пішак · f3 білий слон · b2 білий пішак · d2 біла тура · f2 білий пішак · g2 білий пішак · h2 білий пішак · d1 білий ферзь · g1 білий король | d8 чорна тура · g8 чорний король · a7 чорний пішак · b7 чорний пішак · d7 чорна тура · e7 чорний слон · f7 чорний пішак · g7 чорний пішак · e6 чорний слон · h6 чорний пішак · b5 чорний ферзь · d5 чорний пішак · a3 білий пішак · c3 білий слон · d3 біла тура · e3 білий пішак · f3 білий слон · b2 білий пішак · d2 біла тура · f2 білий пішак · g2 білий пішак · h2 білий пішак · d1 білий ферзь · g1 білий король | d8 чорна тура · g8 чорний король · a7 чорний пішак · b7 чорний пішак · d7 чорна тура · e7 чорний слон · f7 чорний пішак · g7 чорний пішак · e6 чорний слон · h6 чорний пішак · b5 чорний ферзь · d5 чорний пішак · a3 білий пішак · c3 білий слон · d3 біла тура · e3 білий пішак · f3 білий слон · b2 білий пішак · d2 біла тура · f2 білий пішак · g2 білий пішак · h2 білий пішак · d1 білий ферзь · g1 білий король | d8 чорна тура · g8 чорний король · a7 чорний пішак · b7 чорний пішак · d7 чорна тура · e7 чорний слон · f7 чорний пішак · g7 чорний пішак · e6 чорний слон · h6 чорний пішак · b5 чорний ферзь · d5 чорний пішак · a3 білий пішак · c3 білий слон · d3 біла тура · e3 білий пішак · f3 білий слон · b2 білий пішак · d2 біла тура · f2 білий пішак · g2 білий пішак · h2 білий пішак · d1 білий ферзь · g1 білий король | d8 чорна тура · g8 чорний король · a7 чорний пішак · b7 чорний пішак · d7 чорна тура · e7 чорний слон · f7 чорний пішак · g7 чорний пішак · e6 чорний слон · h6 чорний пішак · b5 чорний ферзь · d5 чорний пішак · a3 білий пішак · c3 білий слон · d3 біла тура · e3 білий пішак · f3 білий слон · b2 білий пішак · d2 біла тура · f2 білий пішак · g2 білий пішак · h2 білий пішак · d1 білий ферзь · g1 білий король | 6 |
| 5 | d8 чорна тура · g8 чорний король · a7 чорний пішак · b7 чорний пішак · d7 чорна тура · e7 чорний слон · f7 чорний пішак · g7 чорний пішак · e6 чорний слон · h6 чорний пішак · b5 чорний ферзь · d5 чорний пішак · a3 білий пішак · c3 білий слон · d3 біла тура · e3 білий пішак · f3 білий слон · b2 білий пішак · d2 біла тура · f2 білий пішак · g2 білий пішак · h2 білий пішак · d1 білий ферзь · g1 білий король | d8 чорна тура · g8 чорний король · a7 чорний пішак · b7 чорний пішак · d7 чорна тура · e7 чорний слон · f7 чорний пішак · g7 чорний пішак · e6 чорний слон · h6 чорний пішак · b5 чорний ферзь · d5 чорний пішак · a3 білий пішак · c3 білий слон · d3 біла тура · e3 білий пішак · f3 білий слон · b2 білий пішак · d2 біла тура · f2 білий пішак · g2 білий пішак · h2 білий пішак · d1 білий ферзь · g1 білий король | d8 чорна тура · g8 чорний король · a7 чорний пішак · b7 чорний пішак · d7 чорна тура · e7 чорний слон · f7 чорний пішак · g7 чорний пішак · e6 чорний слон · h6 чорний пішак · b5 чорний ферзь · d5 чорний пішак · a3 білий пішак · c3 білий слон · d3 біла тура · e3 білий пішак · f3 білий слон · b2 білий пішак · d2 біла тура · f2 білий пішак · g2 білий пішак · h2 білий пішак · d1 білий ферзь · g1 білий король | d8 чорна тура · g8 чорний король · a7 чорний пішак · b7 чорний пішак · d7 чорна тура · e7 чорний слон · f7 чорний пішак · g7 чорний пішак · e6 чорний слон · h6 чорний пішак · b5 чорний ферзь · d5 чорний пішак · a3 білий пішак · c3 білий слон · d3 біла тура · e3 білий пішак · f3 білий слон · b2 білий пішак · d2 біла тура · f2 білий пішак · g2 білий пішак · h2 білий пішак · d1 білий ферзь · g1 білий король | d8 чорна тура · g8 чорний король · a7 чорний пішак · b7 чорний пішак · d7 чорна тура · e7 чорний слон · f7 чорний пішак · g7 чорний пішак · e6 чорний слон · h6 чорний пішак · b5 чорний ферзь · d5 чорний пішак · a3 білий пішак · c3 білий слон · d3 біла тура · e3 білий пішак · f3 білий слон · b2 білий пішак · d2 біла тура · f2 білий пішак · g2 білий пішак · h2 білий пішак · d1 білий ферзь · g1 білий король | d8 чорна тура · g8 чорний король · a7 чорний пішак · b7 чорний пішак · d7 чорна тура · e7 чорний слон · f7 чорний пішак · g7 чорний пішак · e6 чорний слон · h6 чорний пішак · b5 чорний ферзь · d5 чорний пішак · a3 білий пішак · c3 білий слон · d3 біла тура · e3 білий пішак · f3 білий слон · b2 білий пішак · d2 біла тура · f2 білий пішак · g2 білий пішак · h2 білий пішак · d1 білий ферзь · g1 білий король | d8 чорна тура · g8 чорний король · a7 чорний пішак · b7 чорний пішак · d7 чорна тура · e7 чорний слон · f7 чорний пішак · g7 чорний пішак · e6 чорний слон · h6 чорний пішак · b5 чорний ферзь · d5 чорний пішак · a3 білий пішак · c3 білий слон · d3 біла тура · e3 білий пішак · f3 білий слон · b2 білий пішак · d2 біла тура · f2 білий пішак · g2 білий пішак · h2 білий пішак · d1 білий ферзь · g1 білий король | d8 чорна тура · g8 чорний король · a7 чорний пішак · b7 чорний пішак · d7 чорна тура · e7 чорний слон · f7 чорний пішак · g7 чорний пішак · e6 чорний слон · h6 чорний пішак · b5 чорний ферзь · d5 чорний пішак · a3 білий пішак · c3 білий слон · d3 біла тура · e3 білий пішак · f3 білий слон · b2 білий пішак · d2 біла тура · f2 білий пішак · g2 білий пішак · h2 білий пішак · d1 білий ферзь · g1 білий король | 5 |
| 4 | d8 чорна тура · g8 чорний король · a7 чорний пішак · b7 чорний пішак · d7 чорна тура · e7 чорний слон · f7 чорний пішак · g7 чорний пішак · e6 чорний слон · h6 чорний пішак · b5 чорний ферзь · d5 чорний пішак · a3 білий пішак · c3 білий слон · d3 біла тура · e3 білий пішак · f3 білий слон · b2 білий пішак · d2 біла тура · f2 білий пішак · g2 білий пішак · h2 білий пішак · d1 білий ферзь · g1 білий король | d8 чорна тура · g8 чорний король · a7 чорний пішак · b7 чорний пішак · d7 чорна тура · e7 чорний слон · f7 чорний пішак · g7 чорний пішак · e6 чорний слон · h6 чорний пішак · b5 чорний ферзь · d5 чорний пішак · a3 білий пішак · c3 білий слон · d3 біла тура · e3 білий пішак · f3 білий слон · b2 білий пішак · d2 біла тура · f2 білий пішак · g2 білий пішак · h2 білий пішак · d1 білий ферзь · g1 білий король | d8 чорна тура · g8 чорний король · a7 чорний пішак · b7 чорний пішак · d7 чорна тура · e7 чорний слон · f7 чорний пішак · g7 чорний пішак · e6 чорний слон · h6 чорний пішак · b5 чорний ферзь · d5 чорний пішак · a3 білий пішак · c3 білий слон · d3 біла тура · e3 білий пішак · f3 білий слон · b2 білий пішак · d2 біла тура · f2 білий пішак · g2 білий пішак · h2 білий пішак · d1 білий ферзь · g1 білий король | d8 чорна тура · g8 чорний король · a7 чорний пішак · b7 чорний пішак · d7 чорна тура · e7 чорний слон · f7 чорний пішак · g7 чорний пішак · e6 чорний слон · h6 чорний пішак · b5 чорний ферзь · d5 чорний пішак · a3 білий пішак · c3 білий слон · d3 біла тура · e3 білий пішак · f3 білий слон · b2 білий пішак · d2 біла тура · f2 білий пішак · g2 білий пішак · h2 білий пішак · d1 білий ферзь · g1 білий король | d8 чорна тура · g8 чорний король · a7 чорний пішак · b7 чорний пішак · d7 чорна тура · e7 чорний слон · f7 чорний пішак · g7 чорний пішак · e6 чорний слон · h6 чорний пішак · b5 чорний ферзь · d5 чорний пішак · a3 білий пішак · c3 білий слон · d3 біла тура · e3 білий пішак · f3 білий слон · b2 білий пішак · d2 біла тура · f2 білий пішак · g2 білий пішак · h2 білий пішак · d1 білий ферзь · g1 білий король | d8 чорна тура · g8 чорний король · a7 чорний пішак · b7 чорний пішак · d7 чорна тура · e7 чорний слон · f7 чорний пішак · g7 чорний пішак · e6 чорний слон · h6 чорний пішак · b5 чорний ферзь · d5 чорний пішак · a3 білий пішак · c3 білий слон · d3 біла тура · e3 білий пішак · f3 білий слон · b2 білий пішак · d2 біла тура · f2 білий пішак · g2 білий пішак · h2 білий пішак · d1 білий ферзь · g1 білий король | d8 чорна тура · g8 чорний король · a7 чорний пішак · b7 чорний пішак · d7 чорна тура · e7 чорний слон · f7 чорний пішак · g7 чорний пішак · e6 чорний слон · h6 чорний пішак · b5 чорний ферзь · d5 чорний пішак · a3 білий пішак · c3 білий слон · d3 біла тура · e3 білий пішак · f3 білий слон · b2 білий пішак · d2 біла тура · f2 білий пішак · g2 білий пішак · h2 білий пішак · d1 білий ферзь · g1 білий король | d8 чорна тура · g8 чорний король · a7 чорний пішак · b7 чорний пішак · d7 чорна тура · e7 чорний слон · f7 чорний пішак · g7 чорний пішак · e6 чорний слон · h6 чорний пішак · b5 чорний ферзь · d5 чорний пішак · a3 білий пішак · c3 білий слон · d3 біла тура · e3 білий пішак · f3 білий слон · b2 білий пішак · d2 біла тура · f2 білий пішак · g2 білий пішак · h2 білий пішак · d1 білий ферзь · g1 білий король | 4 |
| 3 | d8 чорна тура · g8 чорний король · a7 чорний пішак · b7 чорний пішак · d7 чорна тура · e7 чорний слон · f7 чорний пішак · g7 чорний пішак · e6 чорний слон · h6 чорний пішак · b5 чорний ферзь · d5 чорний пішак · a3 білий пішак · c3 білий слон · d3 біла тура · e3 білий пішак · f3 білий слон · b2 білий пішак · d2 біла тура · f2 білий пішак · g2 білий пішак · h2 білий пішак · d1 білий ферзь · g1 білий король | d8 чорна тура · g8 чорний король · a7 чорний пішак · b7 чорний пішак · d7 чорна тура · e7 чорний слон · f7 чорний пішак · g7 чорний пішак · e6 чорний слон · h6 чорний пішак · b5 чорний ферзь · d5 чорний пішак · a3 білий пішак · c3 білий слон · d3 біла тура · e3 білий пішак · f3 білий слон · b2 білий пішак · d2 біла тура · f2 білий пішак · g2 білий пішак · h2 білий пішак · d1 білий ферзь · g1 білий король | d8 чорна тура · g8 чорний король · a7 чорний пішак · b7 чорний пішак · d7 чорна тура · e7 чорний слон · f7 чорний пішак · g7 чорний пішак · e6 чорний слон · h6 чорний пішак · b5 чорний ферзь · d5 чорний пішак · a3 білий пішак · c3 білий слон · d3 біла тура · e3 білий пішак · f3 білий слон · b2 білий пішак · d2 біла тура · f2 білий пішак · g2 білий пішак · h2 білий пішак · d1 білий ферзь · g1 білий король | d8 чорна тура · g8 чорний король · a7 чорний пішак · b7 чорний пішак · d7 чорна тура · e7 чорний слон · f7 чорний пішак · g7 чорний пішак · e6 чорний слон · h6 чорний пішак · b5 чорний ферзь · d5 чорний пішак · a3 білий пішак · c3 білий слон · d3 біла тура · e3 білий пішак · f3 білий слон · b2 білий пішак · d2 біла тура · f2 білий пішак · g2 білий пішак · h2 білий пішак · d1 білий ферзь · g1 білий король | d8 чорна тура · g8 чорний король · a7 чорний пішак · b7 чорний пішак · d7 чорна тура · e7 чорний слон · f7 чорний пішак · g7 чорний пішак · e6 чорний слон · h6 чорний пішак · b5 чорний ферзь · d5 чорний пішак · a3 білий пішак · c3 білий слон · d3 біла тура · e3 білий пішак · f3 білий слон · b2 білий пішак · d2 біла тура · f2 білий пішак · g2 білий пішак · h2 білий пішак · d1 білий ферзь · g1 білий король | d8 чорна тура · g8 чорний король · a7 чорний пішак · b7 чорний пішак · d7 чорна тура · e7 чорний слон · f7 чорний пішак · g7 чорний пішак · e6 чорний слон · h6 чорний пішак · b5 чорний ферзь · d5 чорний пішак · a3 білий пішак · c3 білий слон · d3 біла тура · e3 білий пішак · f3 білий слон · b2 білий пішак · d2 біла тура · f2 білий пішак · g2 білий пішак · h2 білий пішак · d1 білий ферзь · g1 білий король | d8 чорна тура · g8 чорний король · a7 чорний пішак · b7 чорний пішак · d7 чорна тура · e7 чорний слон · f7 чорний пішак · g7 чорний пішак · e6 чорний слон · h6 чорний пішак · b5 чорний ферзь · d5 чорний пішак · a3 білий пішак · c3 білий слон · d3 біла тура · e3 білий пішак · f3 білий слон · b2 білий пішак · d2 біла тура · f2 білий пішак · g2 білий пішак · h2 білий пішак · d1 білий ферзь · g1 білий король | d8 чорна тура · g8 чорний король · a7 чорний пішак · b7 чорний пішак · d7 чорна тура · e7 чорний слон · f7 чорний пішак · g7 чорний пішак · e6 чорний слон · h6 чорний пішак · b5 чорний ферзь · d5 чорний пішак · a3 білий пішак · c3 білий слон · d3 біла тура · e3 білий пішак · f3 білий слон · b2 білий пішак · d2 біла тура · f2 білий пішак · g2 білий пішак · h2 білий пішак · d1 білий ферзь · g1 білий король | 3 |
| 2 | d8 чорна тура · g8 чорний король · a7 чорний пішак · b7 чорний пішак · d7 чорна тура · e7 чорний слон · f7 чорний пішак · g7 чорний пішак · e6 чорний слон · h6 чорний пішак · b5 чорний ферзь · d5 чорний пішак · a3 білий пішак · c3 білий слон · d3 біла тура · e3 білий пішак · f3 білий слон · b2 білий пішак · d2 біла тура · f2 білий пішак · g2 білий пішак · h2 білий пішак · d1 білий ферзь · g1 білий король | d8 чорна тура · g8 чорний король · a7 чорний пішак · b7 чорний пішак · d7 чорна тура · e7 чорний слон · f7 чорний пішак · g7 чорний пішак · e6 чорний слон · h6 чорний пішак · b5 чорний ферзь · d5 чорний пішак · a3 білий пішак · c3 білий слон · d3 біла тура · e3 білий пішак · f3 білий слон · b2 білий пішак · d2 біла тура · f2 білий пішак · g2 білий пішак · h2 білий пішак · d1 білий ферзь · g1 білий король | d8 чорна тура · g8 чорний король · a7 чорний пішак · b7 чорний пішак · d7 чорна тура · e7 чорний слон · f7 чорний пішак · g7 чорний пішак · e6 чорний слон · h6 чорний пішак · b5 чорний ферзь · d5 чорний пішак · a3 білий пішак · c3 білий слон · d3 біла тура · e3 білий пішак · f3 білий слон · b2 білий пішак · d2 біла тура · f2 білий пішак · g2 білий пішак · h2 білий пішак · d1 білий ферзь · g1 білий король | d8 чорна тура · g8 чорний король · a7 чорний пішак · b7 чорний пішак · d7 чорна тура · e7 чорний слон · f7 чорний пішак · g7 чорний пішак · e6 чорний слон · h6 чорний пішак · b5 чорний ферзь · d5 чорний пішак · a3 білий пішак · c3 білий слон · d3 біла тура · e3 білий пішак · f3 білий слон · b2 білий пішак · d2 біла тура · f2 білий пішак · g2 білий пішак · h2 білий пішак · d1 білий ферзь · g1 білий король | d8 чорна тура · g8 чорний король · a7 чорний пішак · b7 чорний пішак · d7 чорна тура · e7 чорний слон · f7 чорний пішак · g7 чорний пішак · e6 чорний слон · h6 чорний пішак · b5 чорний ферзь · d5 чорний пішак · a3 білий пішак · c3 білий слон · d3 біла тура · e3 білий пішак · f3 білий слон · b2 білий пішак · d2 біла тура · f2 білий пішак · g2 білий пішак · h2 білий пішак · d1 білий ферзь · g1 білий король | d8 чорна тура · g8 чорний король · a7 чорний пішак · b7 чорний пішак · d7 чорна тура · e7 чорний слон · f7 чорний пішак · g7 чорний пішак · e6 чорний слон · h6 чорний пішак · b5 чорний ферзь · d5 чорний пішак · a3 білий пішак · c3 білий слон · d3 біла тура · e3 білий пішак · f3 білий слон · b2 білий пішак · d2 біла тура · f2 білий пішак · g2 білий пішак · h2 білий пішак · d1 білий ферзь · g1 білий король | d8 чорна тура · g8 чорний король · a7 чорний пішак · b7 чорний пішак · d7 чорна тура · e7 чорний слон · f7 чорний пішак · g7 чорний пішак · e6 чорний слон · h6 чорний пішак · b5 чорний ферзь · d5 чорний пішак · a3 білий пішак · c3 білий слон · d3 біла тура · e3 білий пішак · f3 білий слон · b2 білий пішак · d2 біла тура · f2 білий пішак · g2 білий пішак · h2 білий пішак · d1 білий ферзь · g1 білий король | d8 чорна тура · g8 чорний король · a7 чорний пішак · b7 чорний пішак · d7 чорна тура · e7 чорний слон · f7 чорний пішак · g7 чорний пішак · e6 чорний слон · h6 чорний пішак · b5 чорний ферзь · d5 чорний пішак · a3 білий пішак · c3 білий слон · d3 біла тура · e3 білий пішак · f3 білий слон · b2 білий пішак · d2 біла тура · f2 білий пішак · g2 білий пішак · h2 білий пішак · d1 білий ферзь · g1 білий король | 2 |
| 1 | d8 чорна тура · g8 чорний король · a7 чорний пішак · b7 чорний пішак · d7 чорна тура · e7 чорний слон · f7 чорний пішак · g7 чорний пішак · e6 чорний слон · h6 чорний пішак · b5 чорний ферзь · d5 чорний пішак · a3 білий пішак · c3 білий слон · d3 біла тура · e3 білий пішак · f3 білий слон · b2 білий пішак · d2 біла тура · f2 білий пішак · g2 білий пішак · h2 білий пішак · d1 білий ферзь · g1 білий король | d8 чорна тура · g8 чорний король · a7 чорний пішак · b7 чорний пішак · d7 чорна тура · e7 чорний слон · f7 чорний пішак · g7 чорний пішак · e6 чорний слон · h6 чорний пішак · b5 чорний ферзь · d5 чорний пішак · a3 білий пішак · c3 білий слон · d3 біла тура · e3 білий пішак · f3 білий слон · b2 білий пішак · d2 біла тура · f2 білий пішак · g2 білий пішак · h2 білий пішак · d1 білий ферзь · g1 білий король | d8 чорна тура · g8 чорний король · a7 чорний пішак · b7 чорний пішак · d7 чорна тура · e7 чорний слон · f7 чорний пішак · g7 чорний пішак · e6 чорний слон · h6 чорний пішак · b5 чорний ферзь · d5 чорний пішак · a3 білий пішак · c3 білий слон · d3 біла тура · e3 білий пішак · f3 білий слон · b2 білий пішак · d2 біла тура · f2 білий пішак · g2 білий пішак · h2 білий пішак · d1 білий ферзь · g1 білий король | d8 чорна тура · g8 чорний король · a7 чорний пішак · b7 чорний пішак · d7 чорна тура · e7 чорний слон · f7 чорний пішак · g7 чорний пішак · e6 чорний слон · h6 чорний пішак · b5 чорний ферзь · d5 чорний пішак · a3 білий пішак · c3 білий слон · d3 біла тура · e3 білий пішак · f3 білий слон · b2 білий пішак · d2 біла тура · f2 білий пішак · g2 білий пішак · h2 білий пішак · d1 білий ферзь · g1 білий король | d8 чорна тура · g8 чорний король · a7 чорний пішак · b7 чорний пішак · d7 чорна тура · e7 чорний слон · f7 чорний пішак · g7 чорний пішак · e6 чорний слон · h6 чорний пішак · b5 чорний ферзь · d5 чорний пішак · a3 білий пішак · c3 білий слон · d3 біла тура · e3 білий пішак · f3 білий слон · b2 білий пішак · d2 біла тура · f2 білий пішак · g2 білий пішак · h2 білий пішак · d1 білий ферзь · g1 білий король | d8 чорна тура · g8 чорний король · a7 чорний пішак · b7 чорний пішак · d7 чорна тура · e7 чорний слон · f7 чорний пішак · g7 чорний пішак · e6 чорний слон · h6 чорний пішак · b5 чорний ферзь · d5 чорний пішак · a3 білий пішак · c3 білий слон · d3 біла тура · e3 білий пішак · f3 білий слон · b2 білий пішак · d2 біла тура · f2 білий пішак · g2 білий пішак · h2 білий пішак · d1 білий ферзь · g1 білий король | d8 чорна тура · g8 чорний король · a7 чорний пішак · b7 чорний пішак · d7 чорна тура · e7 чорний слон · f7 чорний пішак · g7 чорний пішак · e6 чорний слон · h6 чорний пішак · b5 чорний ферзь · d5 чорний пішак · a3 білий пішак · c3 білий слон · d3 біла тура · e3 білий пішак · f3 білий слон · b2 білий пішак · d2 біла тура · f2 білий пішак · g2 білий пішак · h2 білий пішак · d1 білий ферзь · g1 білий король | d8 чорна тура · g8 чорний король · a7 чорний пішак · b7 чорний пішак · d7 чорна тура · e7 чорний слон · f7 чорний пішак · g7 чорний пішак · e6 чорний слон · h6 чорний пішак · b5 чорний ферзь · d5 чорний пішак · a3 білий пішак · c3 білий слон · d3 біла тура · e3 білий пішак · f3 білий слон · b2 білий пішак · d2 біла тура · f2 білий пішак · g2 білий пішак · h2 білий пішак · d1 білий ферзь · g1 білий король | 1 |
|   | a | b | c | d | e | f | g | h |   |

Грамотне розігрування позицій з ізольованим пішаком — важливий показник майстерності шахіста. Практикою давно визначені основні способи гри й стратегічні плани для обох сторін: як тієї, що має ізольованого пішака, так і тієї, що проти нього бореться.

### Гравець, що має «ізолятор»
- Атака на флангах. Відкриті лінії дають цій стороні чудові передумови для атаки. Зволікання загрожує переходом у закінчення, де ізольований пішак, зазвичай, означає гіршу позицію.
- Прорив ізольованим пішаком. Іноді для прориву можна пожертвувати «ізолятором», отримавши натомість розкриття гри чи інші позиційні або матеріальні козирі.

### Гравець, що грає проти ізольованого пішака
- Блокада. Поле перед ізольованим пішаком слабке, і на цьому полі вигідно встановити блокувальну фігуру, що зафіксує пішака й позбавить суперника можливості прориву. Найкращим блокувальником для цього вважають коня, оскільки він, крім блокади, атакує важливі поля збоку від ізольованого пішака і за ним. Натомість найгірший блокувальник — ферзь, оскільки його легко зігнати з блокадного поля.
- Фігурний тиск на ізольованого пішака, в низці випадків — підрив ізольованого пішака пішаком на суміжній вертикалі з розкриттям гри.
- Спрощення позиції та перехід у закінчення. В такому закінченні гравець намагається або виграти цього пішака, або зв'язати сили суперника його захистом.